# Big Fat Mama
I Big Fat Mama sono un gruppo musicale italiano blues originario di Genova, tra i primi a proporre il genere in Italia e considerato tra i più rappresentativi gruppi a livello nazionale.

## Storia dei Big Fat Mama
Si sono formati nel 1979 dall'iniziativa del bassista Piero De Luca, che raccoglie attorno a sé il batterista Giampiero Esposito, l'armonicista Fiorenzo Bodellini ed il chitarrista Elio Arlandi.
I primi anni li passarono facendosi le ossa nei club locali e facendo da spalla a bluesman famosi come Fabio Treves e Roberto Ciotti. Dopo alcuni cambi di formazione che videro entrare nel gruppo i chitarristi Paolo Bonfanti e Maurizio Renda e il batterista Mauro Mura crebbe la loro importanza tra gli addetti ai lavori, aprirono concerti di Stevie Ray Vaughan, Johnny Winter, Screamin' Jay Hawkins e collaborando con musicisti statunitensi come Louisiana Red e Johnny Mars.
Esordirono nel 1987 con l'album Good Man Feelin' Bad , seguito l'anno successivo da West of Where. Uscì anche un doppio album dal vivo Let Us Live nel 1990 che segna la fine della collaborazione con Bonfanti che proseguì per una lunga carriera solista.
Nel 1992 dopo un tour di spalla a Johnny Mars anche Renda abbandonò il gruppo sostituito da Alessio Menconi.
Con la nuova formazione partecipano a importanti festival blues europei a fianco di aristi come James Cotton, Magic Slim, Sherman Robertson e al Pistoia Blues Festival a fianco di Johnny Mars.
Ma il gruppo si scioglie e De Luca fonda i Burnin' Tribes. Nel 2001 De Luca e Renda riesumano il nome Big Fat Mama con cui pubblicano nel 2002 Goin' Back Home.
Il gruppo ha poi proseguito con altri lavori improntati alla ricerca del blues delle radici. Nel 2006 è uscito I Been Around, tre anni dopo Blues on My Side. Ora con formazione a quattro elementi (due chitarre) publica nel 2012 l'album tributo a Howlin' Wolf, Beware of the Wolf.

## Discografia

### Album in studio
- 1987 - Good Man Feelin' Bad
- 1988 - West of Where
- 2002 - Goin' Back Home
- 2004 - Twenty-Five Years Old
- 2006 - I Been Around
- 2009 - Blues on My Side
- 2012 - Beware of the Wolf

### Live
- 1990 - Let Us Live